# Можнево
Мо́жнево (бел. Мо́жнева) — озеро в Гродненском районе Гродненской области Белоруссии. Относится к бассейну реки Пыранка. Расположено в 30 км к востоку от города Гродно, приблизительно в 2,3 км к югу от деревни Дубинка и в 1,9 км к северо-западу от деревни Заберезино. Высота над уровнем моря — 117,7 метра.
Площадь поверхности озера составляет 0,141 км². Длина — 0,73 км, наибольшая ширина — 0,43 км, длина береговой линии — 1,37 км. Максимальная глубина — 3 м, средняя — 1,6 м. Объём — 0,23 млн м³.
Склоны котловины — высотой от 3 до 7—10 м, преимущественно пологие, поросшие лесом.
Берега песчаные, преимущественно низкие, поросшие кустарником и лесом, на юге заболоченные. Мелководье узкое, вдоль берегов песчаное, глубже дно сапропелистое. Озеро окаймлено широкой (до 50 м) поймой.
Озеро Можнево соединено ручьями с озёрами Локно и Зацково. Также в юго-восточную часть водоёма впадает небольшой ручей.
Озеро входит в состав ландшафтного заказника республиканского значения Озёры.